# Jnumhotep II
| E10 | W9 | R4 · X1 · Q3 |

| E10 | W9 | R4 · X1 · Q3 |

Jnumhotep II (Khnumhotep) fue hatia (alcalde) de Menat Jufu y nomarca de Orix durante el reinado de tres faraones de la duodécima dinastía: Amenemhat II, Sesostris II y Sesostris III.
Es más conocido por su tumba, bien conservada y ricamente decorada, hallada en Beni Hassan. En ella relata el recibimiento que hizo a Abisai, un patriarca asiático cuya caravana traía galena y gacelas. Este hecho está fechado en el sexto año de reinado de Sesostris II. 

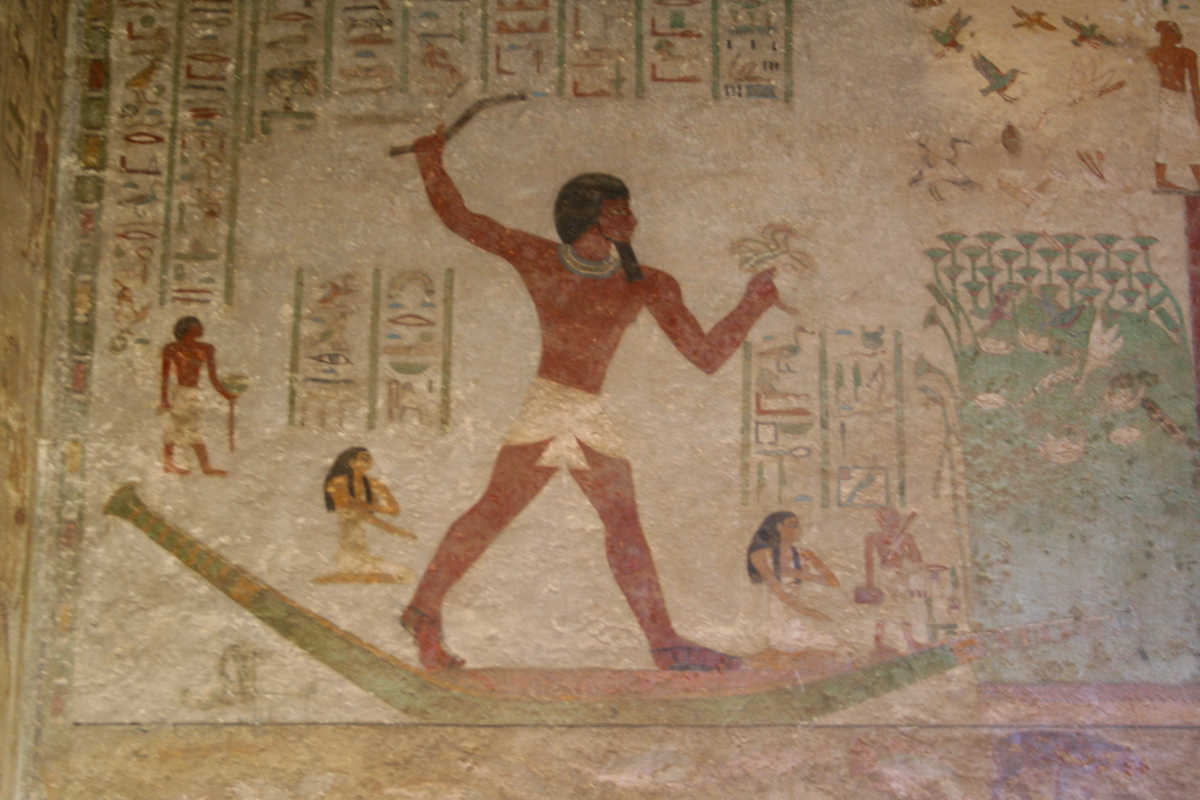
Jnumhotep en los pantanos.

## Familia
Jnumhotep pertenecía a una familia de altos funcionarios, su abuelo Jnumhotep I y su padre Neheri también fueron alcaldes de Menat Jufu. Su madre era Beket, hija del anterior nomarca de Orix, de la que heredó el título. Estaba casado con dos mujeres, Jety y Tjat, y tuvo varios hijos, uno de los cuales (llamado también Jnumhotep) fue chaty con Sesostris III, y otro, Najt, hijo de Jeti fue nombrado nomarca del nomo del Chacal (el XVII del Alto Egipto), como heredero dede su abuelo materno.
Entre sus títulos menciona Príncipe heredero, Confidente del rey, Amado del dios, Gobernador de las Tierras Altas, y Sacerdote de Horus, y Sacerdote de Pajet, «a la herencia del padre de mi madre en Menat Jufu» ...
Fue Supervisor del desierto oriental  desde el año 19 de Amenemhat II hasta, al menos, el año 6 de Sesostris II, cuando recibió a Abisai

## Tumba

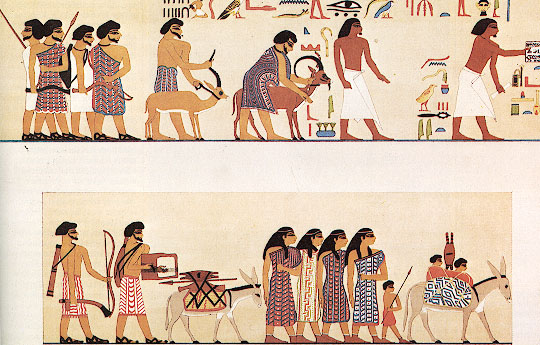
Representación de los "asiáticos" en la tumba.

Su tumba, numerada BH 3, está excavada en la roca y es una de las más bellas de Beni Hassan. Tiene un pórtico de entrada sostenido por dos columnas y una única sala de 7,2 m de ancho por 2,1 m de profundidad, cuyo techo se sostiene con cuatro pilares y que tiene una pequeña capilla al fondo con una estatua del difunto. Excavadas bajo la capilla hay dos cámaras funerarias a las que se accede por un pozo. La capilla está totalmente pintada, y su decoración incluye los temas tradicionales de las tumbas del Imperio Antiguo y Medio, y algunas escenas originales. 
En la parte inferior hay una inscripción biográfica, de las más largas del Imperio Medio, que ha sido transcrita por James Henry Breasted. Jnumhotep cuenta la historia de su familia, explicando los cargos que han ostentado, su propia administración del nomo, menciona a sus hijos y describe la construcción de su tumba nombrando al arquitecto, Baduet. 
Sobre la inscripción hay varias escenas: En la pared este se ve a Jnumhotep mientras pesca y caza en los pantanos y sobre la puerta se representa la captura de aves con red. La pared norte lo muestra cazando en el desierto con sus subordinados, y en esta pared también está la escena más conocida de la tumba, la que muestra la llegada de la caravana asiática. Esta imagen ha sido tomada por algunos teólogos como prueba de la entrada de los Hebreos a Egipto, alrededor del año 1700 a. C. De hecho existe una fuerte liga entre este personaje y José (patriarca) En la pared sur lo vemos ante la mesa de sacrificios con ofrendas diversas.